# Autoría de la Epístola a los hebreos
.

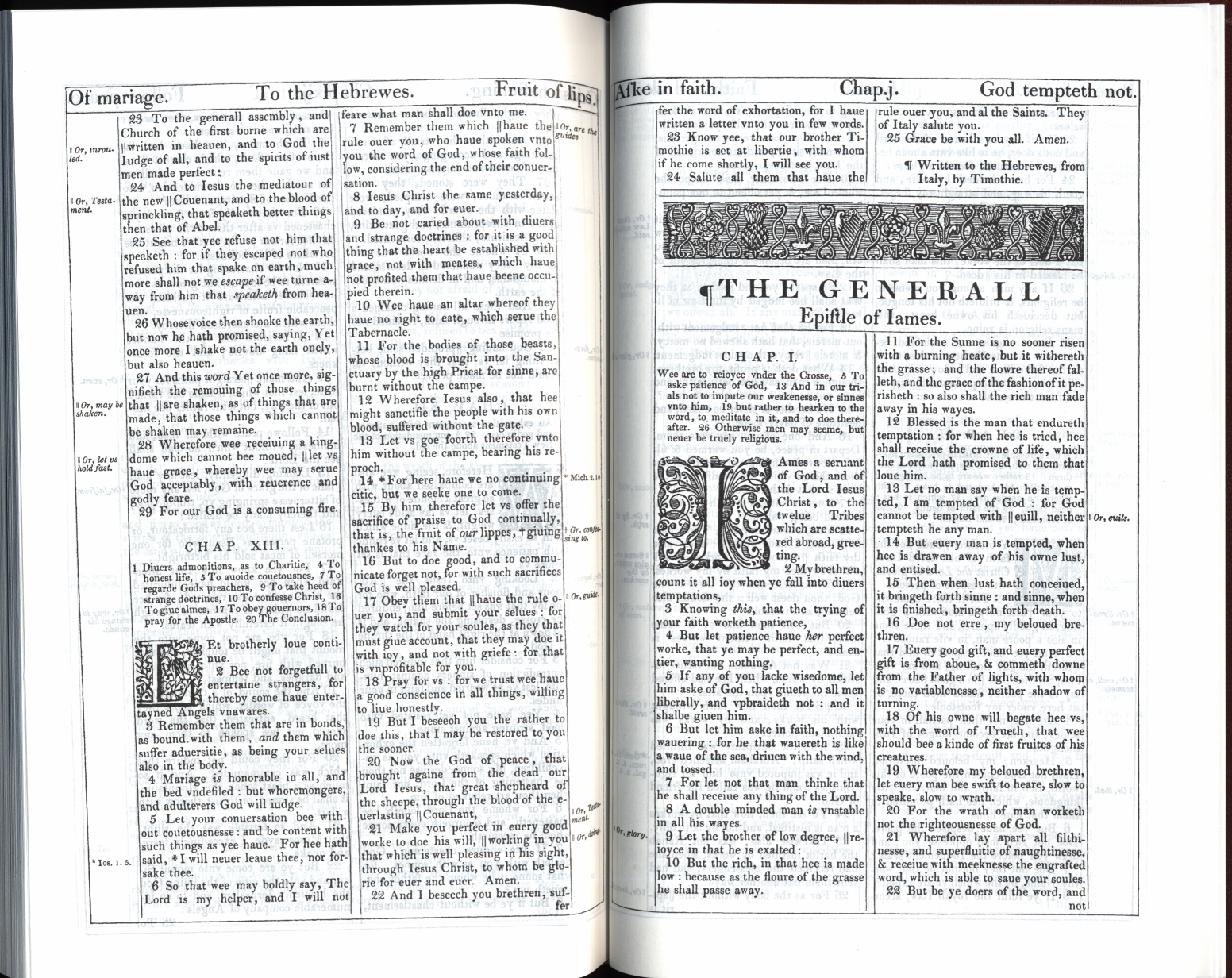
La edición de 1611 de la Biblia King James termina la Epístola a los Hebreos con «Escrito a los Hebreos, desde Italia, por Timothie»

La Epístola a los Hebreos de la Biblia cristiana es uno de los libros del Nuevo Testamento cuya canonicidad fue discutida. Tradicionalmente, se pensaba que Pablo Apóstol era el autor. Sin embargo, desde el siglo III esto ha sido cuestionado, y el consenso entre la mayoría de los eruditos modernos es que el autor es desconocido.

## Opiniones antiguas
La Epístola a los Hebreos se incluyó en las Escritos de Pablo desde una fecha muy temprana. Por ejemplo, el códice 𝔓46 de finales del siglo II o principios del siglo III, un volumen de las epístolas generales de Pablo, incluye Hebreos inmediatamente después de Romanos.
Mientras que la suposición de la Autoría paulina permitió fácilmente su aceptación en la Iglesia oriental, las dudas persistieron en la de Occidente.
Eusebio de Cesarea no incluye la Epístola a los Hebreos entre los antilegomena o libros en disputa (aunque incluyó el no relacionado Evangelio de los hebreos). Registra, sin embargo, que «algunos han rechazado la Epístola a los hebreos, diciendo que es disputada por la iglesia de Roma, sobre la base de que no fue escrita por Pablo». En respuesta, apoya la opinión de Clemente de Alejandría: que la epístola fue escrita por Pablo en hebreo (sin firmar por modestia), y «traducida cuidadosamente» al griego por Lucas, cosa demostrada por su similitud estilística con los Hechos de Lucas.
Las dudas sobre la autoría paulina se plantearon hacia finales del siglo II, predominantemente en Occidente. Tertuliano atribuyó la epístola a Bernabé. Tanto Gayo de Roma como Hipólito excluyeron Hebreos de las obras de Pablo, atribuyéndolo este último a Clemente de Roma. Orígenes señaló que otros habían reivindicado a Clemente o Lucas como el escritor, pero aceptó tentativamente el origen paulino del pensamiento en el texto y la explicación de Clemente de Alejandría, diciendo que «los pensamientos son los del apóstol, pero la dicción y la fraseología son las de alguien que recordó las enseñanzas apostólicas, y escribió en su tiempo libre lo que había sido dicho por su maestro», según cita Eusebio.
Jerónimo, consciente de tales dudas persistentes, incluyó la epístola en su Vulgata pero la trasladó al final de los escritos de Pablo. Agustín de Hipona afirmó la autoría de Pablo y defendió enérgicamente la epístola. Para entonces su aceptación en el canon del Nuevo Testamento estaba bien asentada.

## Opiniones modernas
En general, las pruebas en contra de la autoría paulina se consideran demasiado sólidas para ser discutidas por los estudiosos. Donald Guthrie, en su Introducción al Nuevo Testamento (1976), comentó que «la mayoría de los escritores modernos encuentran más dificultad en imaginar cómo esta Epístola fue alguna vez atribuida a Pablo que en deshacerse de la teoría» Harold Attridge nos dice que «ciertamente no es una obra del apóstol». Daniel B. Wallace, que sostiene la autoría tradicional de las otras epístolas, afirma que «los argumentos contra la autoría paulina, sin embargo, son concluyentes». Como resultado, aunque unas pocas personas hoy creen que Pablo escribió Hebreos, como el teólogo R. C. Sproul, los estudiosos contemporáneos rechazan en general la autoría paulina.
Como señala Richard Heard, en su Introducción al Nuevo Testamento, «los críticos modernos han confirmado que la epístola no puede atribuirse a Pablo y han coincidido en su mayor parte con la sentencia de Orígenes: “Pero en cuanto a quién escribió la epístola, sólo Dios conoce la verdad”».
Attridge sostiene que las similitudes con la obra de Pablo son simplemente producto de un uso compartido de conceptos y lenguaje tradicionales. Otros, sin embargo, han sugerido que no son accidentales, y que la obra es una falsificación deliberada que intenta hacerse pasar por una obra de Pablo.

## Pruebas internas

### Anonimato interno
El texto, tal como se ha transmitido hasta nuestros días, es internamente anónimo, aunque algunos títulos antiguos lo atribuyen al apóstol Pablo.

### Identificación como cristiano de segunda generación
En Hebreos 2:3, el autor afirma que esta «gran salvación» fue «declarada al principio por el Señor, y nos fue atestiguada por los que oyeron». Esto se toma generalmente para indicar que el autor era un cristiano de segunda generación.

### Diferencias estilísticas con Pablo
El estilo es notablemente diferente del resto de las epístolas de Pablo, una característica señalada por Clemente de Alejandría (c. 210), quien argumentó, según Eusebio, que la carta original tenía una audiencia hebrea y por eso fue escrita en hebreo y posteriormente traducida al griego, «algunos dicen [por] el evangelista Lucas, otros... [por] Clemente de Alejandría». [por] Clemente [de Roma]... La segunda sugerencia es más convincente, en vista de la similitud de fraseología mostrada a lo largo de la Primera epístola de Clemente y la Epístola a los Hebreos, y en ausencia de cualquier gran diferencia entre las dos obras en el pensamiento subyacente». Concluyó que «como resultado de esta traducción, se encuentra la misma complexión de estilo en esta Epístola y en los Hechos: pero que las palabras 'Pablo apóstol' naturalmente no fueron prefijadas. Porque, dice, 'al escribir a los hebreos que habían concebido un prejuicio contra él y sospechaban de él, muy sabiamente no los repelió al principio poniendo su nombre.'"
Esta diferencia estilística ha llevado a Martín Lutero y a las iglesias luteranas a referirse a Hebreos como uno de los antilegomena, uno de los libros cuya autenticidad y utilidad fue cuestionada. Como resultado, se coloca con Santiago, Judas y Apocalipsis, al final del canon de Lutero.

### Semejanzas estilísticas con Pablo
Algunos teólogos y grupos, como Testigos de Jehová, que siguen manteniendo la autoría paulina, repiten la opinión de Eusebio de que Pablo omitió su nombre porque él, el Apóstol de los gentiles, escribía a los judíos. Conjeturan que los judíos probablemente habrían desestimado la carta si hubieran sabido que Pablo era la fuente. Ellos teorizan que las diferencias estilísticas de las otras cartas de Pablo se atribuyen a su escritura en hebreo a los hebreos, y que la carta fue traducida al griego por Lucas.
Pablo es también el único autor bíblico, o judío de la misma época, que utiliza la analogía de la «leche espiritual» en contraste negativo con el «alimento sólido» (Hebreos 5:12ss cf. 1 Corintios 3:2ss). Ningún otro autor trata la leche espiritual de forma negativa, ya que los testigos del Antiguo Testamento siempre hablan de la leche en un sentido positivo de alimento, mientras que Pedro emplea el término «leche espiritual» como algo que los cristianos deberían «anhelar» en 1 Pedro 2:2. La analogía de la madurez cristiana como el paso de la leche a la carne es exclusiva de los escritos de Pablo.
En el capítulo 13 de Hebreos, se hace referencia a Timoteo como compañero. Timoteo era el compañero misionero de Pablo, del mismo modo que Jesús enviaba a los discípulos de dos en dos. Además, el escritor afirma que escribió la carta desde «Italia», que también en la época se ajusta a Pablo. La diferencia de estilo se explica simplemente como un ajuste a un público más específico, a los cristianos judíos que estaban siendo perseguidos y presionados para volver al antiguo judaísmo.
La epístola contiene el clásico saludo final de Pablo: «Que la gracia... esté con vosotros...», tal como lo declara explícitamente en 2 Tesalonicenses 3:17-18 y como está implícito en Corintios 16:21-24  y 4:18 . Este saludo final se incluye al final de cada una de las cartas de Pablo:
| Libro              | Versículo     | Texto griego (letras unciales) |
| ------------------ | ------------- | --- |
| 1. Romanos         | Rom 16:20     | Η ΧΑΡΙϹ ΤΟΥ ΚΥΡΙΟΥ ΗΜⲰΝ ΙΗϹΟΥ ΜΕΘ ΥΜⲰΝ. |
| 1. 1Corintios      | 1Cor 16:23    | Η ΧΑΡΙϹ ΤΟΥ ΚΥΡΙΟΥ ΙΗϹΟΥ ΜΕΘ ΥΜⲰΝ. |
| 1. 2Corintios      | 2Cor 13:13    | Η ΧΑΡΙϹ ΤΟΥ ΚΥΡΙΟΥ ΙΗϹΟΥ ΧΡΙϹΤΟΥ ΚΑΙ Η ΑΓΑΠΗ ΤΟΥ ΘΕΟΥ ΚΑΙ Η ΚΟΙΝⲰΝΙΑ |
| 1. Gálatas         | Gal 6:18      | Η ΧΑΡΙϹ ΤΟΥ ΚΥΡΙΟΥ ΗΜⲰΝ ΙΗϹΟΥ ΧΡΙϹΤΟΥ ΜΕΤΑ ΤΟΥ ΠΝΕΥΜΑΤΟϹ ΥΜⲰΝ ... |
| 1. Efesios         | Eph 6:24      | Η ΧΑΡΙϹ ΜΕΤΑ ΠΑΝΤⲰΝ ΤⲰΝ ΑΓΑΠⲰΝΤⲰΝ ΤΟΝ ΚΥΡΙΟΝ ... |
| 1. Pilipenses      | Phil 4:23     | Η ΧΑΡΙϹ ΤΟΥ ΚΥΡΙΟΥ ΙΗϹΟΥ ΧΡΙϹΤΟΥ ΜΕΤΑ ΤΟΥ ΠΝΕΥΜΑΤΟϹ ΥΜⲰΝ. |
| 1. Colosenses      | Col 4:18      | Η ΧΑΡΙϹ ΜΕΘ ΥΜⲰΝ. |
| 1. 1Tesalonicenses | 1Thes 5:28    | Η ΧΑΡΙϹ ΤΟΥ ΚΥΡΙΟΥ ΗΜⲰΝ ΙΗϹΟΥ ΧΡΙϹΤΟΥ ΜΕΘ ΥΜⲰΝ. |
| 1. 2Tesalonicenses | 2Thes 3:18    | Η ΧΑΡΙϹ ΤΟΥ ΚΥΡΙΟΥ ΗΜⲰΝ ΙΗϹΟΥ ΧΡΙϹΤΟΥ ΜΕΤΑ ΠΑΝΤⲰΝ ΥΜⲰΝ. |
|                    | 2Thes 3:17-18 | Yo, Pablo, escribo este saludo de mi puño y letra. Este es el signo de autenticidad en cada carta mía; es mi forma de escribir. THE GRACE OF OUR LORD JESUS CHRIST BE WITH YOU ALL. |
| 1. 1Timoteo        | 1Tim 6:21     | Η ΧΑΡΙϹ ΜΕΘ ΥΜⲰΝ. |
| 1. 2Timoteo        | 2Tim 4:22     | Η ΧΑΡΙϹ ΜΕΘ ΥΜⲰΝ. |
| 1. Tito            | Titus 3:15    | Η ΧΑΡΙϹ ΜΕΤΑ ΠΑΝΤⲰΝ ΥΜⲰΝ. |
| 1. Filemón         | Philemon 1:25 | Η ΧΑΡΙϹ ΤΟΥ ΚΥΡΙΟΥ ΙΗϹΟΥ ΧΡΙϹΤΟΥ ΜΕΤΑ ΤΟΥ ΠΝΕΥΜΑΤΟϹ ΥΜⲰΝ. |
| 1. Hebreos         | Heb 13:25     | Η ΧΑΡΙϹ ΜΕΤΑ ΠΑΝΤⲰΝ ΥΜⲰΝ. |
| 1. Santiago        | -             | - |
| 1. 1Pedro          | 1Pet 5:14     | ΑϹΠΑϹΑϹΘΕ ΑΛΛΗΛΟΥϹ ΕΝ ΦΙΛΗΜΑΤΙ ΑΓΑΠΗϹ ... |
| 1. 2Pedro          | 2Pet 3:18     | ΑΥΤⲰ Η ΔΟΞΑ ΚΑΙ ΝΥΝ ΚΑΙ ΕΙϹ ΗΜΕΡΑΝ ΑΙⲰΝΟϹ. |
| 1. 1Juan           | 1John 5:21    | ΤΕΚΝΙΑ, ΦΥΛΑΞΑΤΕ ΕΑΥΤΑ ΑΠΟ ΤⲰΝ ΕΙΔⲰΛⲰΝ. |
| 1. 2Juan           | 2John 1:13    | ΑϹΠΑΖΕΤΑΙ ϹΕ ΤΑ ΤΕΚΝΑ ΤΗϹ ΑΔΕΛΦΗϹ ϹΟΥ ΤΗϹ ΕΚΛΕΚΤΗϹ. |
| 1. 3Juan           | 1John 1:15    | ΕΙΡΗΝΗ ϹΟΙ. ΑϹΠΑΖΟΝΤΑΙ ϹΕ ΟΙ ΦΙΛΟΙ. ΑϹΠΑΖΟΥ ΤΟΥϹ ΦΙΛΟΥϹ ΚΑΤ ΟΝΟΜΑ. |
| 1. Judas           | Jude 1:24     | ΤⲰ ΔΕ ΔΥΝΑΜΕΝⲰ ΦΥΛΑΞΑΙ ΥΜΑϹ ΑΠΤΑΙϹΤΟΥϹ ΚΑΙ ϹΤΗϹΑΙ ΚΑΤΕΝⲰΠΙΟΝ ... |

Aunque el estilo de escritura difiere del paulino en varios aspectos, se han observado algunas similitudes en la redacción con algunas de las epístolas paulinas. En la antigüedad, algunos empezaron a atribuirlo a Pablo en un intento de dotar a la obra anónima de un pedigrí apostólico explícito.

## Otros posibles autores

### Priscila
En tiempos más recientes, algunos estudiosos han propuesto que Priscila fuera la autora de la Epístola a los Hebreos. Esta sugerencia vino de Adolf von Harnack en 1900. Harnack afirmó que la Epístola fue «escrita a Roma, no a la iglesia, sino al círculo íntimo»; que la tradición más antigua 'borró' el nombre del autor; que «debemos buscar a una persona que estuviera íntimamente asociada con Pablo y Timoteo, como el autor» y que Priscila coincidía con esta descripción.
Ruth Hoppin proporciona un apoyo considerable a su convicción de que Priscila había escrito la Epístola a los Hebreos. Sostiene que Priscila «cumple todos los requisitos, coincide con todas las pistas y aparece omnipresente en todas las líneas de investigación». Sugiere que el participio masculino puede haber sido alterado por un escriba, o que el autor estaba utilizando deliberadamente un participio neutro «como una especie de abstracción».

### Bernabé
Tertuliano (Sobre la modestia 20) sugirió a Bernabé como autor: «Porque existe también una Epístola a los Hebreos bajo el nombre de Bernabé, un hombre suficientemente acreditado por Dios, como alguien a quien Pablo ha colocado junto a sí...». Consideraciones internas sugieren que el autor era varón, era un conocido de Timoteo, y se encontraba en Italia. Bernabé, a quien se han atribuido algunas obras no canónicos (como la Epístola de Bernabé), estuvo cerca de Pablo en su ministerio.

### Lucas, Clemente, Apolos
Ya en el siglo III de nuestra era se sugirieron otros posibles autores. Orígenes de Alejandría (c. 240) sugirió a Lucas Evangelista o a Clemente de Roma. Martín Lutero propuso a Apolos, descrito como alejandrino y «hombre culto», popular en Corinto, y experto en utilizar las escrituras y argumentar a favor del cristianismo mientras «refutaba a los judíos».